# Wong Chun Fan
Wong Chun Fan (chinesisch 王進芬; * 16. Juli 1969) ist eine Badmintonspielerin aus Hongkong. 

## Karriere
Wong Chun Fan nahm 1992 im Dameneinzel an Olympia teil. Sie schied dabei in Runde drei aus und wurde somit 9. in der Endabrechnung. Bei den Portugal International des Folgejahres stand sie zweimal im Finale, unterlag jedoch in beiden Endspielen.

## Sportliche Erfolge
| Saison | Veranstaltung          | Disziplin   | Platz | Name                          |
| ------ | ---------------------- | ----------- | ----- | ----------------------------- |
| 1992   | Olympia                | Dameneinzel | 9     | Wong Chun Fan                 |
| 1992   | US Open                | Dameneinzel | 5     | Wong Chun Fan                 |
| 1992   | US Open                | Damendoppel | 5     | Wong Chun Fan / Chung Hoi Yuk |
| 1992   | French Open            | Damendoppel | 5     | Wong Chun Fan / Chung Hoi Yuk |
| 1993   | Portugal International | Dameneinzel | 2     | Wong Chun Fan                 |
| 1993   | Portugal International | Damendoppel | 2     | Wong Chun Fan / Chung Hoi Yuk |